# 二百三高地
《二百三高地》（にひゃくさんこうち）是日本的戰爭片電影，於1980年由日本東映公司發行。

## 概要
这部电影讲述了日俄戰爭期间旅順會戰中，日、俄军队在203高地的战斗。影片以第三軍司令乃木希典为主人公，描绘了战争的全景。
另一方面，通过第三军招募的预备役平民的视角，影片描绘了在前线作战的士兵的悲剧，随着战况而感到高兴或者忧虑的普通百姓，以及战争的苦难。

## 台灣發行
日本名演員三船敏郎曾到台灣推銷此部電影，但過去已有与203高地有关的電影，所以此片當時被稱為《新二零三高地》。
之後在台灣也有發行VCD，共三片，但海戰部分似乎整個被剪略，在台灣電影分級制中歸為輔導級。

## 製作
- 導演：舛田利雄
- 編劇：笠原和夫（日语：笠原和夫 (脚本家)）
- 音樂：山本直純（日语：山本直純）、高島明彥（日语：たかしまあきひこ）
- 主題曲：佐田雅志『防人之詩（日语：防人の詩）』『聖夜』
- 片長：185分鐘

## 演員
- 仲代達矢：乃木希典
- 青井輝彥（日语：あおい輝彦）：小賀武志
- 新沼謙治：木下九市
- 湯原昌幸（日语：湯原昌幸）：梅谷喜久松
- 佐藤允（日语：佐藤允）：牛若寅太郎
- 長谷川明男（日语：長谷川明男）：米川乙吉
- 稻葉義男（日语：稲葉義男）：伊地知幸介
- 永島敏行：乃木保典（日语：乃木保典）
- 夏目雅子：松尾佐知
- 野際陽子：乃木靜子（日语：乃木静子）
- 丹波哲郎：兒玉源太郎
- 三船敏郎：明治天皇
- 松尾嘉代（日语：松尾嘉代）：昭憲皇后
- 森繁久彌（日语：森繁久彌）：伊藤博文
- 神山繁（日语：神山繁）：山縣有朋
- 久遠利三：桂太郎
- 須藤健：松方正義
- 吉原正皓（日语：吉原正皓）：寺内正毅
- 平田昭彦：長岡外史（日语：長岡外史）
- 天知茂：金子堅太郎
- 川合伸旺（日语：川合伸旺）：小村壽太郎
- 若林豪（日语：若林豪）：上泉德彌（日语：上泉徳弥）
- 村井國夫（日语：村井國夫）：沖禎介（日语：沖禎介）
- 愛川欽也（日语：愛川欽也）：卯吉
- 赤木春惠：木下モト
- 南　廣（日语：南廣）：軍曹
- 石橋雅史（日语：石橋雅史）：福島安正

## 獎項
| - 第4屆日本電影金像獎（1981年） - 「最佳電影獎」 - 「最佳導演獎」：舛田利雄 - 「最佳女配角獎」：夏目雅子 - 「最佳劇本獎」：笠原和夫 - 「最佳美術獎」：北川弘 - 「最佳音樂獎」：山本直純 - 「最佳錄音獎」：宗方弘好 | - 第4屆日本電影金像獎（1981年） - 「最佳男配角獎」：丹波哲郎 - 「最佳攝影獎」：飯村雅彥 - 「最佳燈光獎」：梅谷茂 - 第23屆藍絲帶獎（1981年） - 「最佳男主角獎」：仲代達矢 - 「最佳男配角獎」：丹波哲郎 |

## 外部連結
- 互联网电影数据库（IMDb）上《二百三高地》的资料（英文）